# Сарса Денгел
Сарса-Денгел — імператор Ефіопії з Соломонової династії.

## Життєпис
Вступив на престол у тринадцятирічному віці. Спочатку йому довелось відстоювати свою владу проти різних претендентів на трон і невдоволених. При цьому йому навіть довелось переховуватись, бо за його голову було призначено винагороду.
Перемігши ворогів, він упродовж майже всього свого царювання вів війни та відновлював країну після навал і розбрату. Він придушив галасів, що постійно чинили набіги до меж Ефіопії, розбив могутніх маврів, переміг турків, які відрізали Абісинію від моря у Массаві, що сталось унаслідок некомпетентності й нечесності губернатора тієї області Єшака, який не бажав досягати комерційних вигод від приморського положення провінції та віддав її туркам.
Сарса-Денгел розбив турецькі війська, незважаючи на їхню значну військову перевагу; відбиті у них гармати поклали початок ефіопській артилерії. Після цього двома походами придушив повстання фалаша, приєднав область Енарея й поширив там християнство.
Помер 4 жовтня 1597 року під час походу на Дамот проти навали галасів. Був похований на острові Рема (озеро Тана).